# Avébé
Avébé est un village du Cameroun, situé dans la partie Est du pays, au sein du département du Haut-Nyong et de la localité de Messamena.
Cette dernière, créée en 1955 par décret, a reçu ses premières infrastructures administratives à la veille de la Seconde Guerre mondiale, en 1937.

## Histoire de la commune
La commune de Messamena est une ancienne cité coloniale française et allemande.
Après le passage des deux nations, la commune est érigée en arrondissement dès 1955. Verront le jour à cet effet, des premiers services administratifs tels que la prison, l’hôpital de district (1937), la maternité (1940), la mairie, les églises protestantes et catholiques (1957), la poste en (1958).

## Agriculture
L'agriculture est la principale activité du village d'Avébé, du point de vue de la proportion des populations qui la pratiquent (près de 80% de la population) et de sa contribution est relative par rapport aux revenus des ménages. 

## Population
Avébé est un village de 439 habitants, dont 209 hommes et 230 femmes d'après le recensement de 2005.

## Religion
- Christianisme catholique
- Christianisme protestant
- Islam

## Langues
- Ndjem